# Dieter Heinze
Dieter Heinze (* 7. August 1928 in Breslau; † 3. März 2005) war ein Kulturfunktionär und Diplomat der DDR, der unter anderem zwischen 1969 und 1973 Staatssekretär im Ministerium für Kultur sowie von 1973 bis 1977 Botschafter und Ständiger Delegierter bei der UNESCO war.

## Leben
Dieter Heinze trat bereits während des Schulbesuchs 1946 der Kommunistischen Partei Deutschlands (KPD) bei sowie kurz darauf der Sozialistischen Einheitspartei Deutschlands (SED) nach der Zwangsvereinigung von SPD und KPD zur SED. Daneben engagierte er sich als Mitglied in der Kreisleitung der Freien Deutschen Jugend (FDJ) im Kreis Döbeln. Nachdem er 1947 sein Abitur abgelegt hatte, absolvierte er zwischen 1947 und 1951 ein Studium der Wirtschaftswissenschaften an der Universität Leipzig. Während seines Studiums fungierte er zwischen 1947 und 1949 als Sekretär für Kultur und Erziehung der FDJ-Leitung der Universität Leipzig und war nach Abschluss des Studiums 1951 zunächst als Referent für Schulen beim Verband deutscher Konsumgenossenschaften (VdK) tätig, ehe er zwischen 1952 und 1958 Stellvertretender Direktor und Abteilungsleiter im Zentralhaus für Volkskunst in Leipzig tätig war. Zugleich fungierte er als Sekretär des Präsidiums für gesamtdeutsche Laien- und Volkskunst sowie von 1956 bis 1958 als Mitarbeiter der SED-Kreisleitung Leipzig.
1959 wechselte Heinze in die Abteilung Kultur des ZK der SED und war zuerst Instrukteur sowie zwischen 1960 und 1962 Leiter der Sektion Literatur, ehe er zuletzt von 1963 bis 1969 stellvertretender Leiter der ZK-Abteilung Kultur war. 1969 wurde er Staatssekretär im Ministerium für Kultur und bekleidete dieses Amt bis 1973. 1973 löste er Heinz Jung als Botschafter und Ständiger Delegierter bei der UNESCO in Paris ab und verblieb auf diesem Posten bis 1977, woraufhin Siegfried Kämpf seine dortige Nachfolge antrat. Nach seiner Rückkehr wurde er als Professor 1977 1. Stellvertretender Generaldirektor der Akademie der Künste der DDR und hatte diesen Posten bis 1985 inne. Zuletzt fungierte er zwischen 1985 und 1990 als Direktor der Abteilung der Akademie der Künste für Nationale Forschungs- und Gedenkstätten der DDR für deutsche Kunst und Literatur des 20. Jahrhunderts. 1990 trat er in den Vorruhestand.

## Veröffentlichungen
- Kulturpolitische Aufgaben nach dem VII. Parteitag, in: Der Parteiarbeiter, Mitautor Gerd Rossow, Berlin 1968
- Rede auf der Intendanten-Konferenz am 14. Januar 1971 in Berlin, Berlin 1971
- Konrad Wolf im Dialog. Künste u. Politik, Mitherausgeber Ludwig Hoffmann, Berlin 1985

## Hintergrundliteratur
- Der Fall D. H., in: Matthias Braun: Kulturinsel und Machtinstrument. Die Akademie der Künste, die Partei und die Staatssicherheit, Göttingen 2007, ISBN 978-3-525-35049-2